# Aircraft Meteorological Data Relay
Das Aircraft Meteorological Data Relay (AMDAR) ist ein Projekt zur Gewinnung meteorologischer Daten, das von der World Meteorological Organization (WMO) seit 1991 im operationellen Betrieb eingesetzt wird.
Beim AMDAR-Projekt werden die bordeigenen Temperatur-, Druck- und teilweise auch Feuchtesensoren moderner, kommerziell genutzter Verkehrsflugzeuge verwendet, um Informationen über die vertikale Verteilung der Temperatur und Feuchte in der Atmosphäre zu erhalten. In Deutschland sind hierbei vor allem die Flugzeuge der Lufthansa mit der entsprechenden Technik ausgerüstet. Die so erhobenen Daten werden noch im Flugzeug vorprozessiert und anschließend direkt per UKW-Kommunikation über ACARS (Aircraft Communications Addressing and Reporting System) oder per Satellitenlink über ASDAR (Aircraft to Satellite Data Relay) an eine Empfangsstation am Boden übermittelt. Nach dem Empfang der Daten werden diese zentral gesammelt und durchlaufen eine intensive Qualitätskontrolle sowie eine Nachprozessierung, bevor sie an die Fluggesellschaften, Wetterdienste und andere Nutzer verteilt werden.
Mit Hilfe dieser zusätzlichen Vertikalsondierungen zu den vorhandenen Radiosonden steht vor allem in Gebieten mit erhöhtem Flugverkehr eine deutlich bessere zeitliche und räumliche Auflösung von Vertikalsondierungen der Atmosphäre zur Verfügung. Zusätzlich hierzu existieren so auch Sondierungen in Gebieten, wo keine Radiosondenaufstiege stattfinden, jedoch ein Verkehrsflughafen in der Nähe ist. Ein Beispiel hierfür ist Hamburg, da hier zwar ein Verkehrsflughafen mit täglich etwa 16 AMDAR-Vertikalsondierungen existiert, die nächsten Radiosondenstationen des Deutschen Wetterdienstes sich jedoch circa 120 Kilometer nördlich in Schleswig und circa 80 Kilometer südlich in Bergen befinden.